# Pionsat
Pionsat is een gemeente in het Franse departement Puy-de-Dôme (regio Auvergne-Rhône-Alpes). De plaats maakt deel uit van het arrondissement Riom. Pionsat telde op 1 januari 2022 1.042 inwoners.

## Geografie
De oppervlakte van Pionsat bedroeg op 1 januari 2022 24,68 vierkante kilometer; de bevolkingsdichtheid was toen 42,2 inwoners per km².

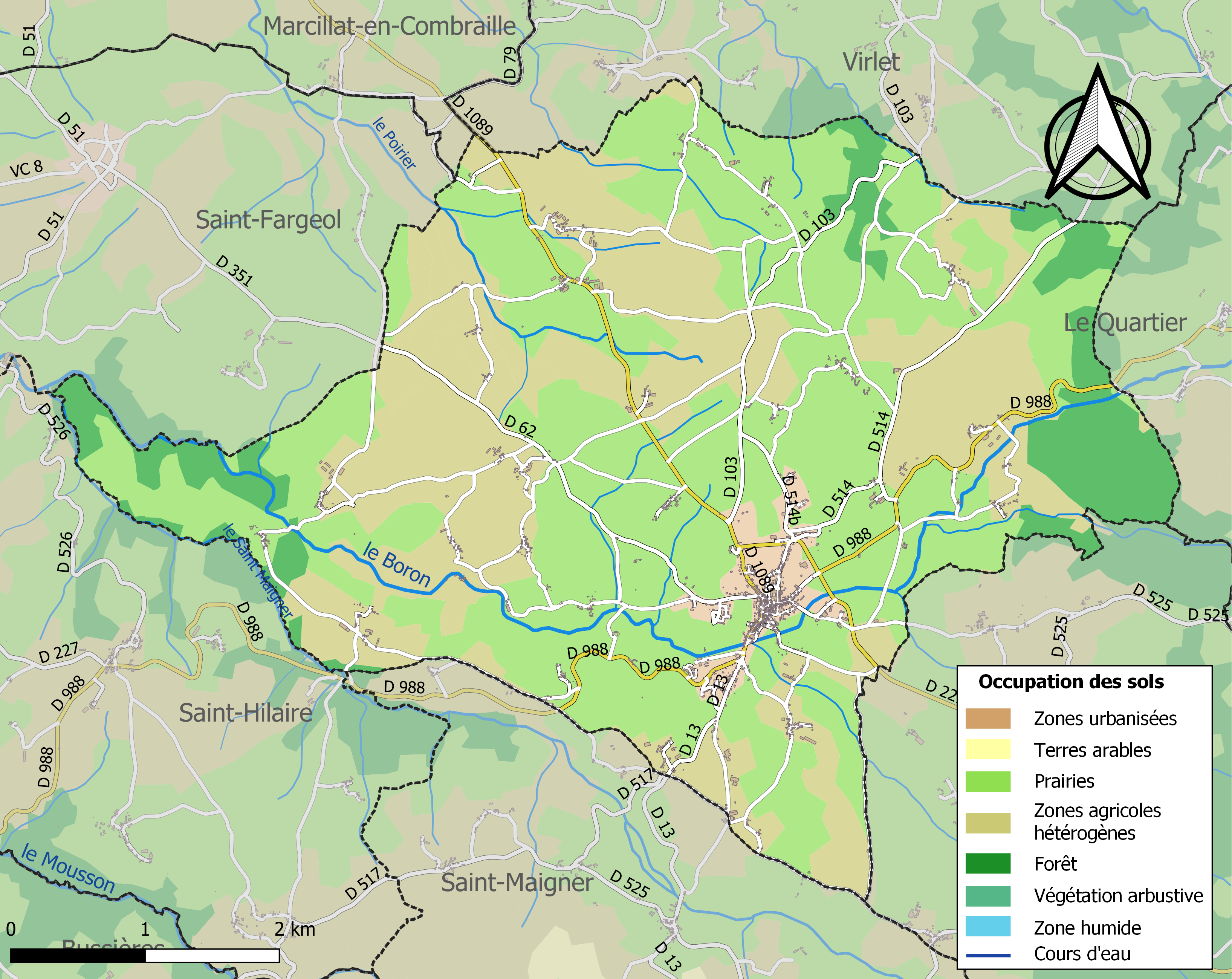
Kaart van de gemeente met belangrijkste infrastructuur, bodemgebruik en omliggende gemeenten

## Demografie
Onderstaande figuur toont het verloop van het inwonertal (bron: INSEE-tellingen).